# (1720) Niels
(1720) Niels es un asteroide que forma parte del cinturón de asteroides y fue descubierto por Karl Wilhelm Reinmuth el 7 de febrero de 1935 desde el observatorio de Heidelberg-Königstuhl, Alemania.

## Designación y nombre
Niels fue designado al principio como 1935 CQ.
Más adelante se nombró en honor de uno de los nietos del descubridor.

## Características orbitales
Niels orbita a una distancia media de 2,188 ua del Sol, pudiendo acercarse hasta 1,961 ua y alejarse hasta 2,416 ua. Tiene una excentricidad de 0,1039 y una inclinación orbital de 0,7298°. Emplea 1183 días en completar una órbita alrededor del Sol.